# Dominique Fishback
Dominique Fishback (Nova Iorque, 22 de março de 1991) é uma atriz e dramaturga norte-americana mais conhecida por ter interpretado Billie Rowan em Show Me a Hero, Darlene em The Deuce, e Deborah Johnson em Judas e o Messias Negro, que lhe rendeu uma indicação ao Prêmio BAFTA de Melhor Atriz Coadjuvante.

## Biografia
Filha de professora, Dominique começou a escrever poesias quando tinha 12 anos e já se interessava pela atuação desde os 10, com 15 anos começou a atuar na MCC Youth Company em Nova York. Se formou com honras em teatro na Pace University.

## Carreira
Em 2014, Fishback estreou seu Off-Off-Broadway Subverted onde interpretou 22 personagens. Subverted foi nomeado para um 2015 Innovative Theatre Award por Outstanding Solo Performance. Em 2016, a Abingdon Theatre Company anunciou Fishback como um dos destinatários de seu programa de residência inaugural.
O primeiro grande papel recorrente da atriz foi no drama imobiliário, Show Me a Hero, como a mãe solteira Billie Rowan. Seu primeiro papel regular na série foi no drama, The Deuce. Fishback foi notada como um dos destaques no show devido à sua atuação como a "docemente vulnerável" prostituta Darlene. O co-criador do seriado, David Simon notou seus pontos fortes como atriz no papel de Darlene. Por seu papel em The Deuce, Fishback foi listada pelo USA Today como um dos cinco novos rostos que as pessoas deveriam assistir na televisão do outono de 2017.
Seu primeiro filme é Night Comes On, que estreou no Festival de Cinema de Sundance de 2018. Ela interpretou o papel do Quênia no filme O Ódio que Você Semeia (2018), que é baseado no popular livro para jovens adultos. Também em 2018, Fishback apareceu como uma versão mais jovem da mãe de Jay-Z, Gloria Carter, em seu videoclipe de "Smile".
Fishback interpreta a adolescente esperta, Robin Reilly em Project Power, atuando ao lado de Jamie Foxx e Joseph Gordon-Levitt, o filme foi lançado pela Netflix e é dirigido por Ariel Schulman e Henry Joost.
Em 2021, ela estrelou Judas e o Messias Negro ao lado de Daniel Kaluuya, interpretando Deborah Johnson, a parceira de Fred Hampton e a futura mãe de Fred Hampton Jr. Em março de 2021 foi divulgado pela Variety que Fishback fará parte da minissérie da AppleTV,The Last Days of Ptolemy Grey, ao lado de Samuel L. Jackson, a minissérie é baseado em um livro de mesmo nome lançado em 2010 por Walter Mosley, Ramin Bahrani, de “99 Homes”, está responsável pela direção e produção executiva do projeto.

## Filmografia

### Cinema
| Ano  | Título                           | Personagem      | Notas        |
| ---- | -------------------------------- | --------------- | ------------ |
| 2018 | Night Comes On                   | Angel Lamere    |              |
| 2018 | The Hate U Give                  | Kenya           |              |
| 2020 | Project Power                    | Robin Reilly    |              |
| 2021 | Judas and the Black Messiah      | Deborah Johnson |              |
| 2023 | Transformers: Rise of the Beasts | Elena           | Pós-produção |

### Televisão
| Ano         | Título                        | Personagem     | Notas                                                                |
| ----------- | ----------------------------- | -------------- | -------------------------------------------------------------------- |
| 2011        | Baketball Wives               | Ela Mesma      | Episódio: "Reunion (Part 1)"                                         |
| 2013        | The Knick                     | Mulher Negra   | Episódio: "The Busy Flea"                                            |
| 2014        | The Affair                    | Keisha         | Episódio: "8"                                                        |
| 2015        | The Americans                 | Nicola         | Episódio: "Dimebag"                                                  |
| 2015        | Blue Bloods                   | Charelle Tyler | Episódio: "Through the Looking Glass"                                |
| 2015        | Royal Pains                   | Elan           | Episódio: "Lending a Shoulder" Episódio: "The Prince of Nucleotides" |
| 2015        | Show Me a Hero                | Billie Rowan   | Personagem Recorrente                                                |
| 2017 - 2019 | The Deuce                     | Darlene        | Elenco Principal                                                     |
| 2018        | Random Acts of Flyness        | Najja          | Personagem Recorrente                                                |
|             | The Last Days of Ptolemy Grey |                |                                                                      |

### Videoclipes
| Ano  | Artista | Música | Personagem                    |
| ---- | ------- | ------ | ----------------------------- |
| 2018 | Jay Z   | Smile  | Versão jovem de Gloria Carter |

## Prêmios e Indicações
| Ano  | Premio                                      | Categoria                                                                | Obra                          | Resultado |
| ---- | ------------------------------------------- | ------------------------------------------------------------------------ | ----------------------------- | --------- |
| 2021 | British Academy Film Awards                 | Melhor Atriz Coadjuvante                                                 | Judas e o Messias Negro       | Indicado  |
| 2021 | Critics 'Choice Awards                      | Melhor Conjunto de Atuação                                               | Judas e o Messias Negro       | Indicado  |
| 2021 | Washington DC Area Film Critics Association | Melhor Atriz Coadjuvante                                                 | Judas e o Messias Negro       | Indicado  |
| 2021 | NAACP Image Awards                          | Melhor Atriz/Ator Revelação                                              | Project Power                 | Indicado  |
| 2023 | Critics' Choice Television Awards           | Melhor Atriz Coadjuvante em Série Limitada ou Filme Feito para Televisão | The Last Days of Ptolemy Gray | Indicado  |
| 2023 | Emmy Award                                  | Melhor atriz em minissérie ou telefilme                                  | Enxame                        | Pendente  |